# Гамкрелидзе, Пётр Дианозович
Пётр Дианозович Гамкрелидзе (груз. პიოტრ დიანოზოვიჩ გამყრელიძე; 1903—1979) — советский и грузинский учёный в области геологии, доктор геолого-минералогических наук (1943), профессор (1945), академик АН Грузинской ССР (1960). Директор Геологического института АН Грузинской ССР (1962—1979).

## Биография
Родился 16 мая 1903 года в село Сомицо, Грузия.
С 1925 по 1930 год обучался на геологическом факультете Грузинского государственного политехнического института имени В. И. Ленина. 
С 1930 по 1956 год на педагогической работе в Грузинском государственном политехническом институте имени В. И. Ленина в качестве аспиранта, ассистента, доцента и профессора геологического факультета. 
С 1956 года на научно-исследовательской работе в Геологическом институте Академии наук Грузинской ССР в качестве ведущего научного сотрудника, заместителя директора по науке и с 1962 по 1979 год – директор этого научного института.  Помимо основной деятельности состоял председателем Кавказской секции Межведомственного тектонического комитета Академии наук СССР.

### Научно-педагогическая деятельность и вклад в науку
Основная научно-педагогическая деятельность П. Д. Гамкрелидзе была связана с вопросами в области региональной геологии, палеонтологии и стратиграфии, занимался исследованиями в области исследования геологического тектоники Кавказа и строения Грузии. Под руководством П. Д. Гамкрелидзе было выделено несколько вулканогенных свит, антропогена и палеогена лейаса, впервые было стратифицировано отложение лейаса в складчатой системе Южного склона Большого Кавказа и на перифериях Локского, Храмского и Дзирульского. Под его руководством было расшифровано глубинное строение кавказской территории. Один из авторов монографии «Геологическое описание Грузинской ССР». П. Д. Гамкрелидзе являлся — членом Геологического общества Франции. 
В 1933 году защитил кандидатскую диссертацию, в 1943 году защитил докторскую диссертацию на соискание учёной степени доктор геолого-минералогических наук. В 1945 году ВАК СССР ему было присвоено учёное звание профессор. В 1956 году был избран член-корреспондентом, а в 1960 году — действительным членом  АН Грузинской ССР. Б. В. Хведелидзе было написано более двухсот научных работ, в том числе монографий.

## Основные труды
- Путеводитель экскурсии по маршруту Тбилиси - Боржоми - Кутаиси - Батуми / Акад. наук СССР. Комис. по осадочным породам. Акад. наук Груз. ССР. Геол. ин-т. Гос. геол. ком. СССР. Шестое Всесоюз. литол. совещание. - Тбилиси : Изд-во Акад. наук Груз. ССР, 1963. - 31 с.
- Тектонические покровы Южного склона Большого Кавказа: (В пределах Грузии). - Тбилиси : Мецниереба, 1977. - 81 с. (АН ГССР. Геологический институт. Вып. 57)[4]